# Estonian Air
Estonian Air was de nationale Estische luchtvaartmaatschappij met haar thuisbasis in Tallinn. Estonian Air is volledig eigenaar van Estonian Air Regional die voor Estonian Air de vluchten in de regio verzorgt. De maatschappij maakte bekend op 8 november 2015 zijn activiteiten stop te zetten wegens een faillissement. Hierna nam het nieuw opgerichte Nordica de routes van Estonian over.

## Geschiedenis
Op 1 december 1991, kort na het uiteenvallen van de Sovjet-Unie werd de luchtvaartmaatschappij door de overheid, met steun van Scandinavische luchtvaartmaatschappijen, opgericht. Helsinki, Frankfurt en Moskou behoorden tot de eerste internationale bestemmingen. In 1992 werd het lid van de International Air Transport Association (IATA). In 1995 werd een voorzichtige start gemaakt met de vervanging van oude Sovjet toestellen. De eerste Boeing 737-500s werden in dat jaar aan de vloot toegevoegd en vanaf 1996 vliegt Estonian Air uitsluitend met Westerse vliegtuigen.
In 1996 besloot de overheid Estonian Air deels te privatiseren. Diverse luchtvaartmaatschappijen werden uitgenodigd een bod uit te brengen. Maersk Air, met lokale partner Cresco, won en kocht 66% van de aandelen. In 2003 verkocht Maersk Air 49% van de aandelen aan de SAS Groep. SAS betaalde voor dit belang circa $ 22 miljoen. De andere twee aandeelhouders waren de Estische overheid met 34% van de aandelen en Cresco met de resterende 17%. In 2010 verkocht SAS haar aandelenbelang weer aan de overheid, maar houdt nog een belang van 10% in Estonian Air.
De maatschappij zette haar activiteiten op 8 november 2015 stop, nadat ze veroordeeld werd om onterecht verkregen staatssteun terug te betalen aan de Estische overheid. De maatschappij was hier niet toe in staat, waarna het faillissement werd aangevraagd. Op dezelfde dag werd met steun van de overheid het nieuwe Nordica opgericht als nieuwe nationale luchtvaartmaatschappij van Estland. Deze nam de routes van Estonian over.

## Vloot
De vloot van Estonian Air bestaat uit: (stand 2014)
- 4 Embraer 170
- 3 Bombardier CRJ900

Estonian Air was bezig met een vlootvernieuwing, waarna de volledige vloot uit Embraer-toestellen zou gaan bestaan.

In het verleden vloog Estonian Air o.a. met Boeing 737-300 en Boeing 737-500

## Codeshare-overeenkomsten
Estonian Air had codeshare-overeenkomsten met de volgende maatschappijen:
- Aeroflot
- Air France
- AeroSvit
- Belavia
- Brussels Airlines
- KLM
- Rossiya
- Scandinavian Airlines